# ネクストスター盛岡
ネクストスター盛岡（ネクストスターもりおか）は岩手県競馬組合が盛岡競馬場ダート1400mで施行する地方競馬の重賞競走である。正式名称は「日高軽種馬農業協同組合協賛・社台スタリオンステーション協賛 ネクストスター盛岡」。

## 概要
「全日本的なダート競走の体系整備」の一環で、3歳馬によって春に行われる兵庫チャンピオンシップを頂点とする2・3歳ダート短距離路線の整備が2023年-2024年にかけて行われた。そこで各主催者・地区ごとに新設された高額賞金の重賞競走が「ネクストスター」を冠する競走で、本競走「ネクストスター盛岡」はそのうち岩手地区の2歳馬による競走として2023年に創設されたものである。なお、2歳戦で施行されるネクストスター競走は地方デビュー・地元馬限定戦であり、本競走も岩手競馬所属馬限定の条件となっている。
本競走のトライアルは第1回よりM3の重賞・ビギナーズカップとなっている（優先出走権付与対象は3着以上の馬）。
第1回から未来優駿シリーズの対象競走に組み込まれている。
2024年の第2回にスタリオンシリーズに指定された。対象種牡馬はシスキン。

### 条件・賞金等（2024年）
出走条件
サラブレッド系2歳、岩手所属（地方競馬デビュー限定、岩手1走以上）
- ビギナーズカップで3着以上の馬に優先出走権がある。

負担重量
定量（55kg、牝馬1kg減）
賞金等
賞金額は1着1000万円、2着350万円、3着200万円、4着130万円、5着70万円で、着外手当は5万円。
副賞
日高軽種馬農業協同組合組合長賞、社台スタリオンステーション賞、日本地方競馬馬主振興協会会長、地方競馬全国協会理事長賞、岩手県馬主会会長賞、NAR生産牧場賞、盛岡市長賞、開催執務委員長賞。

## 歴代優勝馬
全て盛岡競馬場ダート1400mで施行。
| 回数  | 施行日        | 優勝馬         | 性齢 | 所属 | 勝時計 | 優勝騎手 | 管理調教師 | 馬主               |
| ----- | ------------- | -------------- | ---- | ---- | ------ | -------- | ---------- | ------------------ |
| 第1回 | 2023年10月3日 | フジユージーン | 牡2  | 水沢 | 1:25.3 | 村上忍   | 瀬戸幸一   | （有）富士ファーム |
| 第2回 | 2024年10月6日 | ポマイカイ     | 牡2  | 水沢 | 1:27.4 | 高松亮   | 菅原勲     | 高橋文枝           |

## 各回競走結果の出典
- JBISサーチ
  - 2023年、2024年